# Рочестер (Айова)
Рочестер (англ. Rochester) — переписна місцевість (CDP) в США, в окрузі Седар штату Айова. Населення — 142 особи (2020).

## Географія
Рочестер розташований за координатами 41°40′27″ пн. ш. 91°8′40″ зх. д. / 41.67417° пн. ш. 91.14444° зх. д. (41.674149, -91.144308).  За даними Бюро перепису населення США в 2010 році переписна місцевість мала площу 2,53 км², з яких 2,46 км² — суходіл та 0,06 км² — водойми.

## Демографія
Згідно з переписом 2010 року, у переписній місцевості мешкали 133 особи в 59 домогосподарствах у складі 42 родин. Густота населення становила 53 особи/км².  Було 62 помешкання (25/км²).
Расовий склад населення:
| - 99,2 % — білих |

До двох чи більше рас належало 0,8 %. Частка іспаномовних становила 0,8 % від усіх жителів.
За віковим діапазоном населення розподілялося таким чином: 18,0 % — особи молодші 18 років, 64,0 % — особи у віці 18—64 років, 18,0 % — особи у віці 65 років та старші. Медіана віку мешканця становила 49,5 року. На 100 осіб жіночої статі у переписній місцевості припадало 98,5 чоловіків;  на 100 жінок у віці від 18 років та старших — 109,6 чоловіків також старших 18 років.
Цивільне працевлаштоване населення становило 20 осіб. Основні галузі зайнятості: транспорт — 100,0 %.